# متی بلر
متی بلر (انگلیسی: Matty Blair؛ زادهٔ ۲۱ ژوئن ۱۹۸۹) بازیکن فوتبال اهل بریتانیا است.
از باشگاه‌هایی که در آن بازی کرده‌است می‌توان به باشگاه فوتبال استراتفورد تاون، باشگاه فوتبال یورک سیتی، باشگاه فوتبال کمبریج یونایتد، باشگاه فوتبال منزفیلد تاون، باشگاه فوتبال دونکستر راورز، باشگاه فوتبال ریسینگ کلاب واریک، باشگاه فوتبال ردیچ یونایتد، باشگاه فوتبال کیدرمینستر هاریرس، باشگاه فوتبال تلفورد یونایتد، باشگاه فوتبال فلیتوود، و باشگاه فوتبال نورث‌همپتون تاون اشاره کرد.
وی همچنین در تیم ملی فوتبال England C بازی کرده‌است.